# Nikołaj Arsienjew
Nikołaj Siergiejewicz Arsienjew, ros. Николай Сергеевич Арсеньев (ur. 16 maja 1888 w Sztokholmie, zm. 18 grudnia 1977 w Sea Cliff pod Nowym Jorkiem) – rosyjski literaturoznawca, religioznawca, filozof i wykładowca akademicki, emigracyjny działacz prawosławny, teolog, historyk kultury, pisarz i publicysta

## Życiorys
W 1910 ukończył studia na wydziale historyczno-filologicznym uniwersytetu w Moskwie. Następnie kontynuował naukę na uniwersytetach w Monachium, Freiburgu i Berlinie. W 1914 został docentem katedry literatury zachodnioeuropejskiej uniwersytetu w Moskwie. Podczas I wojny światowej pełnił funkcję pełnomocnego przedstawiciela Czerwonego Krzyża.
We wrześniu 1916 powrócił do pracy akademickiej na moskiewskim uniwersytecie. Jednocześnie prowadził wykłady dotyczące kultury i literatury średniowiecza i epoki Oświecenia na wyższych kursach kobiecych w Instytucie Ludowym im. A. Ł. Szaniawskiego. Od 1918 był profesorem katedry filologii romańsko-germańskiej na uniwersytecie w Saratowie. Prowadził też wykłady na zajęciach z filozofii. Ponadto utworzył katedrę porównawczej historii religii. Dwukrotnie był aresztowany przez CzeKa.
W marcu 1920, unikając kolejnego aresztowania, nielegalnie przedostał się do Polski. Po krótkim pobycie w Warszawie, a następnie Berlinie, zamieszkał w Królewcu. Został profesorem na miejscowym uniwersytecie. Jednocześnie w latach 1926–1938 był profesorem teologii prawosławnej na Uniwersytecie Warszawskim. Prowadził wykłady na uniwersytetach w Oksfordzie, Cambridge i Londynie, a także na uniwersytecie w Kownie. Zaangażował się w działalność ekumenicznego ruchu religijnego. Był członkiem Wszechświatowego Związku Kościołów Chrześcijańskich.
Po ataku wojsk niemieckich na ZSRR 22 czerwca 1941, służył w Wehrmachcie jako tłumacz w stopniu Sonderführera. Wiosną 1942 został zwolniony ze służby wojskowej, po czym na początku 1943 powrócił do pracy akademickiej na uniwersytecie w Królewcu. Pod koniec wojny ewakuował się w głąb Niemiec. Po zakończeniu wojny zamieszkał w Paryżu, prowadząc wykłady na Sorbonie i Instytucie Katolickim. W 1947 wyemigrował do USA. Objął funkcję wykładowcy w Akademii Św. Włodzimierza przy Uniwersytecie Columbia. Prowadził też wykłady z zakresu historii Cerkwi prawosławnej na uniwersytecie w Montrealu. W latach 1971–1977 przewodniczył Rosyjskiej Grupie Akademickiej.
Napisał ponad 40 książek i prac naukowych, a także liczne artykuły, dotyczące teologii, filozofii, historii religii i historii kultury w epoce antyku, średniowiecza i Oświecenia. Po śmierci jego archiwum osobiste zostało przekazane do Fundacji Tołstojewskiej.